# Кадырова, Ясмина Ринаровна
Ясмина Ринаровна Кадырова (тат. Ясминә Кадыйрова; род. 11 декабря 2004, Казань) — российская фигуристка, выступающая в парном катании. С Иваном Бальченко они — серебряные призёры Кубка России (2020). С сезона 2022—2023 сменила партнёра, теперь катается с Валерием Колесовым.
До 2019 года выступала в одиночном катании.

## Карьера
Ясмина Кадырова родилась 11 декабря 2004 года в Казани. Начала заниматься фигурным катанием в спортивной школе «Зилант» под руководством матери — Резеды Сибгатуллиной. В 2013 году мать получила должность директора РСДЮСШОР, где Ясмина прозанималась следующие три сезона. За этот период она становилась победительницей зональных соревнований и участвовала в Первенствах России младших возрастов. В дальнейшем переехала в Санкт-Петербург, там сотрудничала с Татьяной Мишиной. Также непродолжительное время находилась у Этери Тутберидзе, которая, по мнению авторитетных изданий, известна жёсткими методами работы. Во время тренировок у Тутберидзе получила серьёзную травму — некроз тазобедренного сустава, вследствие чего не соревновалась на протяжении полугода. После восстановления спортсменка приняла решение перейти в парное катание.
В феврале 2019 года она дебютировала на международных соревнованиях. На Сахалине впервые прошли зимние игры «Дети Азии», в которых приняли участие, в том числе, медалистки взрослого чемпионата Южной Кореи Ю Ён и Ли Хэ Ин. В первый день соревнований Кадырова расположилась на четвёртом месте и сохранила эту позицию по итогам произвольного проката. Она показала уверенное катание, лишь по одному элементу в короткой и произвольной программе были немного «отминусованы» судьями.
Кадырова владеет всеми тройными прыжками, каскадами 3–3, а на тренировках выполнила четверной сальхов. Несмотря на перспективы в одиночном катании, она решила перейти в парный разряд. В сентябре 2019 года составила дуэт с ростовским фигуристом Иваном Бальченко. Уже через полгода совместного катания пара добилась успеха, они завоевали серебряные награды Финала Кубка России. Допустив ошибки в коротком прокате, Ясмина и Иван заняли шестую строчку. На следующий день они исполнили программу чисто, получили за все элементы положительные надбавки GOE, и поднялись на второе итоговое место.
В конце мая 2021 года пара объявила о переходе в группу Тамары Николаевны Москвиной.
18 апреля 2022 года стало известно, что пара Кадырова и Бальченко распалась, а Кадырова теперь будет выступать в паре с Валерием Колесовым.
В ноябре 2022 года вместе с Валерием Колесовым заняла второе место на III этапе Гран-при России в Казани, уступив лишь Евгении Тарасовой и Владимиру Морозову. На V этапе Гран-при в Самаре пара заняла третье место, уступив Александре Бойковой с Дмитрием Козловским и Юлии Артемьевой с Алексеем Брюхановым.

## Программы

### С Валерием Колесовым
| Сезон     | Короткая программа                                                  | Произвольная программа                              |
| --------- | ------------------------------------------------------------------- | --------------------------------------------------- |
| 2023–2024 | - Underground Storm (из фильма «Шоу Трумана») Буркхард фон Далльвиц | - Королева чардаша Имре Кальман                     |
| 2022–2023 | - Хабанера - Кармен-сюита Жорж Бизе                                 | - Who Wants to Live Forever в исполнении The Tenors |

### С Иваном Бальченко
| Сезон     | Короткая программа                                                                   | Произвольная программа |
| --------- | ------------------------------------------------------------------------------------ | --- |
| 2021–2022 | - Bolero for Violin and Orchestra Ванесса Мэй хореография: Николай Морошкин          | - The Prince of Persia - I Remain Аланис Мориссетт - Destiny - The Sands of Time (из игры «Prince of Persia: The Sands of Time») Гарри Грегсон-Уильямс хореография: Николай Морошкин |
| 2020–2021 | - Мемуары гейши Джон Уильямс хореография: Иван Малафеев                              | - Devil and Angel Максим Родригес хореография: Иван Малафеев |
| 2019–2020 | - Say Something A Great Big World, feat. Кристина Агилера хореография: Иван Малафеев | - Devil and Angel Максим Родригес хореография: Иван Малафеев |

## Результаты
В парном катании с Валерием Колесовым
| Соревнования                    | 22/23        | 23/24        | 24/25        |
| Национальные                    | Национальные | Национальные | Национальные |
| ------------------------------- | ------------ | ------------ | ------------ |
| Чемпионаты России               | 4            | 7            | 6            |
| Этапы Гран-при России. III этап | 2            | 5            |              |
| Этапы Гран-при России. IV этап  |              | 3            |              |
| Этапы Гран-при России. V этап   | 3            |              |              |
| Национальные командные          |              |              |              |
| Кубок Первого канала            | 2            |              |              |

В парном катании с Иваном Бальченко
| Соревнования                   | 19/20         | 20/21         | 21/22         |
| Международные                  | Международные | Международные | Международные |
| ------------------------------ | ------------- | ------------- | ------------- |
| Этапы Гран-при. Rostelecom Cup |               | 4             | 3             |
| Челленджеры. Warsaw Cup        |               |               | 3             |
| Мемориал Дениса Тена           |               |               | 3             |
| Национальные                   |               |               |               |
| Чемпионаты России              |               | 6             | 9             |
| Финалы Кубка России            | 2             | 3             |               |
| Этапы Кубка России. II этап    |               | 2             |               |
| Этапы Кубка России. IV этап    |               | 4             | 1             |

В одиночном катании
| Соревнования                | 18/19                       |
| Международные среди юниоров | Международные среди юниоров |
| --------------------------- | --------------------------- |
| Дети Азии                   | 4                           |